# Охрид (улица във Варна)
 Тази статия е за улицата във Варна.  За града в Македония вижте Охрид.  
„Охрид“ е улица във Варна, намираща се в район Одесос. Наречена е на възрожденския град Охрид в днешна Северна Македония.
Простира се между улица „Преслав“ и улица „Дръзки“, пресича улица „Цариброд“ и завършва на площад Атанас Буров.
Повечето сгради са паметници на културата, строени в края на XIX век, началото на XX век.

## Обекти
Западна страна
- Национален осигурителен институт – Варна